# Flora (commedia)
La Flora è una commedia teatrale in versi sdruccioli di sedici sillabe di Luigi Alamanni, composta nel 1548 e rappresentata per la prima volta nel Carnevale del 1555 nel Théâtre Royal di Castello di Fontainebleau

## Trama
- Antefatto - Geri, un mercante fiorentino, si trasferisce in Sicilia per affari, lasciando a Firenze la moglie Clemenza e la figlia Porzia. A Palermo, Geri ha una relazione con una nobildonna siciliana: nasce una bambina che, in onore della città di origine del padre, viene chiamata Flora. A Firenze, durante la lontananza di Geri, Clemenza permette il matrimonio di Porzia con un ricco giovane, senza aver però informato il marito lontano. Porzia, che era rimasta vedova subito dopo il matrimonio, muore dando alla luce un bambino che verrà battezzato Attilio; il piccolo orfano sarà dato in balia a Susanna, una donna di modeste condizioni economiche che crescerà Attilio come suo figlio; Attilio in ogni modo sarà aiutato dal punto di vista economico dalla ricca nonna Clemenza e da Simone, un ricco mercante amico di famiglia. Geri ritorna a Firenze dopo quindici anni di permanenza in Sicilia; prega un amico di condurre la figlia Flora da Palermo a Firenze, ma durante il viaggio per mare, la nave è assalita dai pirati che rapiscono Flora la portano schiava a Tunisi. In seguito Flora sarà trasportata a Napoli dove verrà acquistata dal ruffiano Scarabon il quale, cinque anni dopo il rapimento, la porta a Firenze.

- Atto I - La vicenda si svolge a Firenze. Tonchio, un servo di Simone che ha cura di Ippolito, il giovane figlio di Simone studente universitario, narra al fattore Fora i problemi sentimentali del giovane padrone: Ippolito si è innamorato di Flora, una schiava di proprietà di Scarabone, vorrebbe riscattarla, ma non ha danaro; Scarabone, approfittando dei sentimenti del giovane, ha chiesto un prezzo esorbitante e cerca di affrettare la vendita minacciando di trasferire la ragazza ad altri. Nella scena successiva, la meretrice Flamminia confida alla propria domestica Agata di essere innamorata di Attilio, sebbene il giovane non abbia danaro a sufficienza per poterla mantenere.

- Atto II - Attilio confida al suo servo Lumaca di essere innamorato di Virginia, figlia di Simone e sorella del suo amico fraterno Ippolito. Giunge Agata che informa Attilio del desiderio di Flamminia di parlargli. Attilio si reca da Flamminia, non ne respinge le profferte amorose e approfitta dell'incontro per informare la cortigiana dell'amore del suo amico Ippolito per Flora, e della difficile trattativa economica per il riscatto della giovane schiava. Attilio rivela a Flamminia l'esosa richiesta (130 scudi d'oro entro quattro giorni) fatta da Scarabon a Ippolito in cambio della ragazza. Flamminia promette di aiutare Ippolito in cambio di una notte con Attilio. Rimasta sola, Flamminia incontra Scarabon: contratta col ruffiano l'acquisto di Flora e riesce a ridurre il prezzo iniziale a cento scudi.

- Atto III - La scena iniziale si svolge nell'abitazione di Simone, dove si è recato in visita di cortesia Geri. Simone e Geri conversano e si confidano a vicenda i problemi familiari. Geri si lamenta della moglie Clemenza, ricca ma prepotente e invadente; Simone è vedovo, dice all'amico di non aver problemi di sorta col figlio maschio Ippolito, giovane studioso e timido, ma vorrebbe che la figlia Virginia, in età da marito, facesse un matrimonio conveniente. Geri va via dopo aver promesso a Simone di trovare uno sposo adeguato per Virginia. Giunge Tonchio, il domestico di Ippolito, il quale dice a Simone che si è presentata un'occasione importante per gli studi di Ippolito: la vendita di una raccolta di preziosi codici greci. Tonchio ottiene da Simone 200 ducati veneziani per l'acquisto dei libri.

- Atto IV - Col danaro ricevuto da Simone, Tonchio riesce a riscattare Flora da Scarabon, ad acquistare dal libraio Pentola numerosi libri di poco valore (da spacciare con Simone per i preziosi codici che avrebbe dovuto acquistare) e a mettere da parte perfino una somma di danaro per sé. Tonchio si reca quindi da Simone per il resoconto dell'acquisto dei libri. Tuttavia, mentre Tonchio conversa con Simone giungono dapprima Scarabon e successivamente il libraio Pentola; dalle parole dei due, Simone comprende di essere stato raggirato da Tonchio e dal proprio figlio Ippolito. Poco dopo giunge Geri per informare Simone di aver trovato un buon partito per Virginia. Amareggiato, Simone confida a Geri il raggiro subìto e la delusione per il comportamento del figlio, ben diverso dal timido studente che il padre riteneva fosse; Geri consiglia Simone di non prendere per il momento decisioni avventate nei confronti di Ippolito. Nella scena seguente, Ippolito e l'amico Attilio, innamorato di Virginia ormai promessa sposa a un altro, progettano di lasciare Firenze per recarsi a Genova e imbarcarsi in cerca di fortuna.

- Atto V - La scena si svolge nell'abitazione di Geri. Geri e sua moglie Clemenza si confessano vicendevolmente alcuni importanti eventi avvenuti durante la permanenza di Geri in Sicilia. Geri confessa alla moglie il suo legame con la nobildonna siciliana e la nascita di una fanciulla di cui si sono perse le tracce; Clemenza confessa al marito di avergli nascosto l'avvenuto matrimonio della loro figlia Porzia e gli rivela la vera identità di Attilio, figlio di Porzia e quindi loro unico nipote ed erede. Geri incontra Attilio e, dalla conversazione col nipote, comprende che Flora, la giovane di cui è innamorato Ippolito, è in realtà la propria figlia di cui si erano perse le tracce. Dopo l'agnizione finale, la commedia termina con la celebrazione delle doppie nozze Ippolito-Flora e Attilio-Virginia.

## Critica
La commedia Flora attinge all'Andria e al Phormio di Terenzio, non senza qualche prestito dal Decameron. L'influenza degli antichi modelli conferisce a questa commedia una notevole eleganza. L'Alamanni cercò inoltre di riprodurre nella lingua italiana il senario giambico, il metro delle commedie in lingua latina di Terenzio, ideando un verso di sedici sillabe con l'accentuazione finale sdrucciola. La soluzione dell'Alamanni apparve fin da principio non molto felice.

## Edizioni a stampa
- La Flora comedia di Luigi Alamanni, con gl'intermedii di Andrea Lori, In Fiorenza: per Lorenzo Torrentino stampator ducale, del mese d'aprile 1556
- La Flora comedia del sig. Luigi Alamanni, gentil'huomo fiorentino, Firenze: nella stamperia di Michelagnolo Sermartelli, 1601
- «La Flora comedia di Luigi Alamanni con gl'intermedi di Andrea Lori». In: Teatro italiano antico, Milano: Società tipografica de' Classici Italiani, 1809, Vol. IV, pp. 249 e segg. (Google libri)
- «La Flora». In: Pietro Raffaelli (a cura di), Versi e prose di Luigi Alamanni, edizione ordinata e raffrontata sui codici per cura di Pietro Raffaelli, con un discorso intorno all'Alamanni e al suo secolo, Firenze: Le Monnier, 1859, Vol. II, pp. 321-403 (Google libri)